# راي سميث (موسيقي)
راي سميث (بالإنجليزية: Ray Smith)‏ هو موسيقي ومغني وكاتب أغاني أمريكي، ولد في 25 يونيو 1918 في غلينديل في الولايات المتحدة، وتوفي في 4 ديسمبر 1979.